# 乌戈利斯科耶农村居民点
乌戈利斯科耶农村居民点（俄语：Сельское поселение Угольское）是俄罗斯联邦沃洛格达州舍克斯纳区所属的一个农村居民点。其下辖有22个居民点，行政中心为波克罗夫斯科耶。据2015年统计，该农村居民点的人口为409人。